# Yaqub ibn Killis
Yaqub ibn Killis (arabisch يعقوب بن كلس, DMG Yaʿqūb ibn Killis) (* 930 in Bagdad; † 991) war ein jüdischer Wesir unter den Fatimiden (979–991).
Yaqub ibn Yusuf ibn Killis wurde 930 in Bagdad geboren und war jüdischer Abstammung. Nach der Übersiedlung seiner Familie nach Syrien kam er 943 nach Ägypten und trat in die Dienste des Ichschididen-Regenten Kāfūr. Bald kontrollierte er als Haus- und Vermögensverwalter die ägyptischen Staatsfinanzen. Obwohl er 967 zum ismailitischen Islam übertrat, fiel er unter Kafurs Nachfolgern in Ungnade und wurde verhaftet. Yaqub ibn Killis konnte sich aber freikaufen und ging nach Ifrīqiya, wo er sich in die Dienste des Fatimidenkalifen Abu Tamim al-Muizz stellte. Mit diesem kehrte er 973 nach Ägypten zurück.
Zunächst wurde er zum Leiter der Finanzverwaltung ernannt. Dabei gelang es ihm, durch die Verpachtung von Steuereinnahmen die Staatsfinanzen zu sanieren. Nach der Entmachtung von Dschauhar as-Siqillī wurde Yaqub ibn Killis 979 von al-ʿAzīz zum Wesir ernannt. Als solcher leitete er bis 991 die Verwaltung des Fatimidenreiches. Er war ein bedeutender Förderer von Kultur und Wissenschaft. So wurde unter ihm die al-Azhar-Universität in Kairo gegründet (988).